# Люхэбафацюань

Чэнь Туань — основатель Люхэбафацюань

Люхэбафацюа́нь (кит. 六合八法拳) — малоизвестное китайское боевое искусство, одна из школ ушу внутреннего направления, наряду с более популярными тайцзицюань, багуачжан и синъицюань. Практикуется и как оздоровительная система, включающая в себя дыхательные упражнения, суставную гимнастику, способы динамической медитации, изощренную энергетическую работу. На Западе это искусство более известно как Water Boxing (水拳 шуйцюань — кулак воды) или Hwa-Yu T’ai Chi Ch’uan (Тайцзицюань горы Хуа).
Варианты написания названия: «лю хэ ба фа», «люхэбафа», «люхэ бафа цюань».

## История
Создание люхэбафацюань приписывается легендарному даосскому мудрецу Чэнь Туаню (陳摶), носящему имена Чэнь Сии и Чэнь Бо, который жил (871—989) в пещере на горе Хуашань, одной из пяти священных гор Китая, в провинции Шэньси в эпоху династии Сун. Чэнь Туань вел отшельнический образ жизни и искал тайну бессмертия, практикуя оригинальные комплексы самосовершенствования, основанные на культивировании внутренней энергии ци, медитации во время сна и сложных психофизических упражнениях. В процессе длительных изысканий, он развивал искусство Люхэбафа, как кулачный стиль, базирующийся на постижении даосской природы воды, способной течь, растворять, проникать, опустошать, быть твёрдой, как лёд, или легкой, как туман. По преданию, Чэнь Туань никому не передавал свои знания, но вел подробные записи.
После его смерти другой даосский отшельник, Ли Дунфэн, странствуя по горам Хуашань, случайно наткнулся на пещеру, где обнаружил останки Чэнь Туаня и его рукописи. Ли Дунфэн проникся важностью своей находки и решил явить свету новое боевое искусство, основываясь на записках легендарного даоса. Впоследствии оригинальные рукописи были утеряны, но Ли Дунфэн, переосмыслив прочитанное, написал трактат «Кулачное учение о пяти тайных знаках» (拳学五字诀), который является теперь теоретической базой люхэбафацюань.
С тех пор стиль практиковался в среде мастеров нэйцзя, достигших высот в других школах ушу внутреннего направления. Без долгих лет упорных тренировок, без постижения глубинных философских пластов боевых искусств, как способа самосовершенствования, постичь смысл и форму люхэбафа невозможно. Как правило, к этому даосскому искусству жизни приходили подвижники, не один десяток лет отдавшие изучению таких стилей как тайцзицюань, багуачжан, синьицюань, уданцюань или сунсипай. Естественно, они через призму своего жизненного опыта обогащали арсенал люхэбафа приемами выпестовавших их школ. Отсюда появилась ещё одна версия создания «стиля воды» — это сочетание техник тайцзицюань, багуачжан и синьицюань с даосскими принципами.
Современная версия люхэбафа получила распространение благодаря стараниям мастера У Ихуэя (吴翼翚) (1887—1961), изучавшего это искусство вначале у Янь Госина (阎国兴) и Чэнь Гуанди (陈光第) из провинции Хэнань, а затем у мастера Чэнь Хэлюя (陈鹤侣) в Пекине.

## Особенности техники
Главный комплекс люхэбафацюань содержит 66 групп движений, названных чжу цзи (築基) — Закладывание основ, и разделенных на два больших раздела по 33 формы соответственно. Каждая группа движений — последовательность трех — семи отдельных методов, позволяющих использовать их в более 500 вариантах боевого применения.
Чжу цзи состоит из четырех частей. Первая часть подобна тайцзи и содержит много позиций, отвечающих принципам уступающей мягкости.
Во второй части прослеживается влияние багуачжан, где доминируют плавные движения ладоней и круговой шаг.
Третья секция представляет особенности синъицюань и использует линейную мощь взрывных ударов. Стойки здесь заметно понижаются.
Заключительная, четвертая часть является уникальной для «водного стиля». Она основывается на методах первых трех разделов, но используемая энергия приобретает характерную «мобильность и текучесть», что и отличает люхэбафа среди других внутренних школ ушу. Если первую часть комплекса можно сравнить с тихим озером, вторую — с водоворотом, третью — с волнами, бьющими о берег, то последняя часть — это горная река, прорвавшая плотину и подчиняющая себе округу.
В первых трёх разделах главной формы приложение жизненной энергии ци акцентируется в определенном направлении: диагональном(тайцзи), горизонтальном(багуа) и вертикальном (синъи). В четвертой части эти разновекторные направления сливаются в единое целое и приобретают вид энергетической сферы с практиком люхэбафа в центре. Таким образом, сила энергии ци увеличивается многократно. Каждое расширяющееся движение чередуется движением закрывающимся, что предполагает многократное выпрямление и сжимание тела, благодаря чему приходит ощущение жизнелюбия и обновления после выполнения комплекса упражнений.
Закрывающиеся движения, аккумулирующие энергию, сменяются открывающимися движениями, которые испускают энергию.
Методы выброса энергии благоприятствуют очищению внутренних блокировок, как физических так и психологических. После того, как эти блокировки удалены, последующий набор энергии способствует естественному протеканию ци на более глубоком уровне.

## Принципы
Основой искусства «водного стиля» являются:
Лю хэ (六 合) — принцип шести взаимосоответствий:
1) Тело объединено с синь — сердцем (то есть разумом).
2) Сердце (разум) действует в гармонии с и — мыслью-волей.
3) Мысль-воля едина с внутренней энергией ци.
4) Ци связана с шэнь — духом.
5) Дух целостен с движением.
6) Движение объединяется с пустотой
Ба фа (八法) — восемь методов, с помощью которых следует применять эти шесть соответствий. Существуют восемь внешних и восемь внутренних методов, гармонично связанных друг с другом.
Внешние (явные) методы включают:
1) воспарение и оседание
2) перемещение и неподвижность
3) продвижение вперед и отступление назад
4) открытие и закрытие
5) инь и ян
6) наполненность и опустошение
7) быстрое и медленное
8) единение шести соответствий.
Восемь внутренних (скрытых) методов включают:
Ци (气) — перемещение энергии ци и концентрация духа.
Кость (骨) — внутренняя сила проявляется благодаря работе костей и суставов.
Форма (形) — посредством упражнений мысль приобретает физический образ.
Следование (随) — подразумевается двойное значение: 1) умение следовать за движениями противника; 2) умение следовать за собственным потоком энергии.
Подъём (提) — способность держать прямо голову, чтобы удлинить шею и позвоночник для благоприятного протекания жизненной энергии.
Возвращение (还) — используется правило волны путём непрерывности, изменения и чередования.
Сдержанность (勒) — умение экономно использовать физическую и умственную энергии в любой ситуации.
Скрытность (伏) — способность утаивать применение техники до подходящего случая.

## Стили
На сегодня выделяют три основных направления люхэбафацюань:
Нанкинское направление — восходит к мастеру У Ихуэю, создателю современного люхэбафацюань.
Шанхайское направление — распространено в районе Шанхая, в Пекине.
Гонконгское — охватывает юго-восток Китая.
Кроме вышеперечисленных направлений во многих странах (Вьетнаме, Сингапуре, Филиппинах, Англии, Канаде, Австралии, США) получили развитие различные вариации люхэбафацюань, в большинстве случаев восходящие к последователям У Ихуэя.